# Вика далматська
Вика далматська (Vicia dalmatica) — вид квіткових рослин родини бобових (Fabaceae).

## Синоніми
- Vicia tenuifolia subsp. dalmatica

## Морфологічна характеристика
Це багаторічна рослина 30–60 см заввишки. Листочки лінійні, 15—25 × 0.5—1.5 мм, на всіх листках одинакові. Квітки 9—12 мм довжиною.

## Поширення
Зростає в Середземномор'ї: Албанія, Болгарія, Кіпр, Греція, Угорщина, Італія, Критія, Крим, Ліван-Сирія, Палестина, Румунія, Туреччина, колишня Югославія.
В Україні вид росте у сухих світлих лісах, чагарниках, на узліссях та трав'янистих схилах — у гірському Криму.